# 昭哀姚皇后
昭哀姚皇后（しょうあいようこうごう、? - 420年）は、北魏の明元帝の夫人（側室）。皇后として追尊された。

## 生涯
後秦の文桓帝姚興の娘として生まれた。西平長公主に封じられた。明元帝にとついで、後に夫人となった。金人の鋳造を命じられて完成しなかったため、皇后位に登ることはなかった。しかし明元帝の寵愛は篤く、後宮での礼遇は皇后のようであった。明元帝は皇后に立てることをあきらめなかったが、姚氏はへりくだって受けようとしなかった。420年（泰常5年）5月、薨去した。明元帝は姚氏を悼んでやまず、皇后の璽綬を贈った。後に「昭哀皇后」の諡号をもって追尊され、雲中金陵に葬られた。

## 伝記資料
- 『魏書』巻13 列伝第1
- 『北史』巻13 列伝第1